# Riblja Čorba
Riblja Čorba är ett serbiskt rockband som bildades 1978 av sångaren och gitarristen Bora Đorđević som tidigare var med i banden Suncokret och Rani Mraz basisten Miša Aleksić trummisen Vicko Milatović och gitarristen Rajko Kojić som alla tidigare var med i bandet SOS. 
Bandet spelade sin första konsert i staden Elemir den 8 september 1978. Bandets första singel Lutka sa naslove strane släppte de den 22 december 1978. Den 24 april 1979 släpptes deras andra singel Rock 'n' Roll za kućni savet. Gruppens debutalbum släpptes den 11 september 1979 och hette Kost u grlu. Albumet fick bra kritik och innehöll många av bandets största hits som Zvezda potkrovlja i suterena Egoista och Ostani đubre do kraja. Albumet såldes i 120 000 exemplar. Bandet har sedan släppt en massa andra album och singlar. 

## Diskografi
Studioalbum
- Kost u grlu (1979)
- Pokvarena mašta i prljave strasti (1981)
- Mrtva priroda (1981)
- Buvlja pijaca (1982)
- Večeras vas zabavljaju muzičari koji piju (1984)
- Istina (1985)
- Osmi nervni slom (1986)
- Ujed za dušu (1987)
- Priča o ljubavi obično ugnjavi (1988)
- Koza nostra (1990)
- Labudova pesma (1992)
- Zbogom, Srbijo (1993)
- Ostalo je ćutanje (1996)
- Nojeva barka (1999)
- Pišanje uz vetar (2001)
- Ovde (2003)
- Minut sa njom (2009)

Livealbum
- U ime naroda (1982)
- Nema laži, nema prevare – Zagreb uživo `85 (1995)
- Od Vardara pa do Triglava (1996)
- Beograd, uživo '97 – 1 (1997)
- Beograd, uživo '97 – 2 (1997)
- Gladijatori u BG Areni (2008)

Singlar
- Lutka sa naslovne strane" / "On i njegov BMW (1978)
- Rock 'n' Roll za kućni savet / "Valentino iz restorana (1979)
- Nazad u prljavi veliki grad" / "Mirno spavaj (1980)
- Kad hodaš" / "Priča o Žiki Živcu" (1984)
- Nesrećnice, nije te sramota" / "Zašto kuče arlauče" (1987)
- Zadnji voz za Čačak" / "Lud sto posto" (1987)